# Cinqué Lee
Pour les articles homonymes, voir Lee.
Cinqué Lee, né à Brooklyn (New York) le 24 juin 1966, est un acteur et réalisateur américain.

## Biographie
Fils du compositeur Bill Lee, Cinqué Lee est le frère de Spike, Joie et David Lee.

## Filmographie partielle

### Comme réalisateur
- 1997 : Nowhere Fast
- 2000 : Sink Like a Stone
- 2004 : UR4 Given
- 2010 : Window on Your Present
- 2010 : Burn Out the Day

### Comme acteur
- 1988 : School Daze de Spike Lee : Buckwheat
- 1989 : Coffee and Cigarettes II : Evil Twin
- 1989 : Mystery Train de Jim Jarmusch : Bellboy (segment "Far from Yokohama")
- 1996 : Lowball : Doo-Rag
- 1997 : Nowhere Fast : Cinqué
- 2000 : Limousine Drive : Jay
- 2002 : People Are Dead de Kevin Ford : Cinque - Kevin's Friend
- 2002 : Between 2 Worlds : The Filmmaker
- 2003 : Coffee and Cigarettes de Jim Jarmusch : Evil Twin (segment "Twins") / Kitchen Guy (segment "Jack Shows Meg His Tesla Coil")
- 2004 : UR4 Given : Camera man
- 2006 : Delirious de Tom DiCillo : Corey Delirious
- 2007 : The Devil's Muse : Joe
- 2007 : Rapturious : Host
- 2010 : Beck de Yukihiko Tsutsumi : Leon Sykes
- 2010 : Burn Out the Day : Chinwe
- 2013 : Old Boy de Spike Lee : Bellhop
- 2014 : River of Fundament : Wake Guest
- 2014 : Da Sweet Blood of Jesus de Spike Lee : Ellington Christopher

### Comme scénariste
- 1994 : Crooklyn de Spike Lee (scénario co-écrit avec Spike Lee et Joie Lee)